# Episodi di Touch (prima stagione)
La prima stagione della serie televisiva Touch, composta da tredici episodi, è stata trasmessa in prima visione negli Stati Uniti da Fox dal 25 gennaio 2012. Dopo l'anteprima dell'episodio pilota, la stagione è in onda dal 22 marzo 2012; la trasmissione della prima stagione era inizialmente terminata il 31 maggio 2012 con la messa in onda del 12º ed ultimo episodio, ma successivamente in estate la Fox ha annunciato un 13º episodio-bonus, trasmesso il 14 settembre 2012.
In Italia, la stagione è andata in onda in prima visione assoluta sul canale satellitare Fox dal 20 marzo 2012 all'11 aprile 2013, proposta la settimana seguente la messa in onda originale. L'episodio pilota è stato trasmesso in chiaro da Cielo il 21 aprile 2012.
| nº | Titolo originale     | Titolo italiano         | Prima TV USA      | Prima TV Italia |
| -- | -------------------- | ----------------------- | ----------------- | --------------- |
| 1  | Pilot                | Connessioni             | 25 gennaio 2012   | 20 marzo 2012   |
| 2  | 1+1=3                | 1+1=3                   | 22 marzo 2012     | 27 marzo 2012   |
| 3  | Safety in Numbers    | La sicurezza nei numeri | 29 marzo 2012     | 3 aprile 2012   |
| 4  | Kite Strings         | I fili dell'aquilone    | 5 aprile 2012     | 10 aprile 2012  |
| 5  | Entanglement         | Legami di famiglia      | 12 aprile 2012    | 17 aprile 2012  |
| 6  | Lost and Found       | La sequenza di Amelia   | 19 aprile 2012    | 24 aprile 2012  |
| 7  | Noosphere Rising     | Gioco d'azzardo         | 26 aprile 2012    | 1º maggio 2012  |
| 8  | Zone of Exclusion    | Zona d'ombra            | 3 maggio 2012     | 8 maggio 2012   |
| 9  | Music of the Spheres | Musica degli astri      | 10 maggio 2012    | 15 maggio 2012  |
| 10 | Tessellations        | Merce di contrabbando   | 17 maggio 2012    | 22 maggio 2012  |
| 11 | Gyre (Part 1)        | Vortice (1ª parte)      | 31 maggio 2012    | 5 giugno 2012   |
| 12 | Gyre (Part 2)        | Vortice (2ª parte)      | 31 maggio 2012    | 5 giugno 2012   |
| 13 | The Road Not Taken   | Ritorno al passato      | 14 settembre 2012 | 11 aprile 2013  |

## Connessioni
- Titolo originale: Pilot
- Diretto da: Francis Lawrence
- Scritto da: Tim Kring

### Trama
Un ragazzo di nome Jake è seduto in cima ad una torre radio intento a tracciare una spirale di numeri sulle pagine di un quaderno. Ha undici anni e non ha mai parlato, ma grazie ad una voce fuori campo, ci spiega che il rapporto seguito nei suoi calcoli complessi è di 1 a 1.618. In questa particolare formula matematica sono nascosti dei moduli che collegano tra loro tutti gli individui destinati ad incontrarsi sotto sua attenta supervisione. Dall'altra parte della città il padre Martin Bohm continua del tutto ignaro a svolgere il suo lavoro come addetto bagagli all'aeroporto JFK. Dopo essere stato un reporter di fama, Martin ha cambiato radicalmente la sua vita in seguito alla morte della moglie, vittima dell'attentato alle Torri Gemelle. Con l'aiuto di Artur Teller, che studia proprio i bambini come Jake, e l'assistente sociale Clea Hopkins cercherà di interpretare i rapporti numerici per rintracciare le persone coinvolte e metterle in contatto tra loro.
- Ascolti USA: telespettatori 12 001 000 – share 10%[6]

## 1+1=3
- Titolo originale: 1+1=3
- Diretto da: Ian Toynton
- Scritto da: Tim Kring

### Trama
La vita di Martin e Jake si è legata a filo doppio con quella di un ragazzo indiano che doveva portare le ceneri del padre a New York, una hostess, un malavitoso russo, un improbabile rapinatore e un uomo malato di nome Arnie. I numeri continuano a fare da padrone, in particolare il ricorrente 318, numero dell'autobus visto nella prima puntata, e adesso sotto la campanella del banco di pegni di Arnie. Padre e figlio dovranno trovare il modo di comprendersi reciprocamente non solo per districare l'intreccio di fili che legano le persone, ma soprattutto per dare un nuovo senso al loro rapporto e, nel caso di Martin, trovare uno scopo in una vita che ha iniziato ad andare a pezzi dopo la morte della moglie nel crollo delle Torri Gemelle. Destino o casualità? In questo secondo episodio si parlava di rimediare agli errori del passato, quando il destino, o chi per lui, offre una seconda possibilità. E se gli schemi che Jake è in grado di leggere possono apparire a volte un po' forzati, non viene meno il desiderio profondo di non essere soli e poter vedere quel filo rosso legato alla caviglia.
- Ascolti USA: telespettatori 11 810 000 – share 9%[7]

## La sicurezza nei numeri
- Titolo originale: Safety in Numbers
- Diretto da: Stephen Williams
- Scritto da: Carol Barbee

### Trama
Martin incontra un senzatetto che ha la stessa ossessione di Jake per i numeri cosa che fa scattare una serie di eventi che coinvolge una donna africana vittima di abusi e un gruppo di ragazzi africani impegnati in una competizione di danza online. Intanto Arthur Teller fa visita alla scuola di Jake e Clea Hopkins riceve una chiamata dall'ospedale su sua madre.
- Ascolti USA: telespettatori 8 920 000 – share 7%[8]

## I fili dell'aquilone
- Titolo originale: Kite Strings
- Diretto da: Tucker Gates
- Scritto da: Melinda Hsu Taylor

### Trama
Randall, il vincitore della lotteria, torna ad insinuare che i numeri che lo hanno portato alla vittoria sono legati a Sarah, moglie di Martin e madre di Jack, morta negli attacchi dell'11 settembre. Jake dà a Martin il numero successivo: 9,5. Questo porta Martin ad incontrare un uomo che conosceva sua moglie prima della sua morte. Jake lascia volare via un aquilone e lui e il padre lo seguono fino alla città, il che li porta all'appartamento di quest'uomo. Martin ispeziona l'agenda di Sarah e scopre che il 5 settembre andò da un gioielliere. In quel negozio Martin trova l'anello della moglie, nel quale aveva fatto incidere "1+1=3"— lei, Martin e Jake.
- Ascolti USA: telespettatori 7 150 000 – share 6%[9]

## Legami di famiglia
- Titolo originale: Entanglement
- Diretto da: Milan Cheylov
- Scritto da: Chris Levinson

### Trama
In questo episodio entra il numero 22, ma principalmente come uno schema frattale invece di un semplice numero. Il numero porta Martin su un autobus dove una ragazza di nome Mirasol è in cerca di vendetta verso un uomo che uccise la sua famiglia. Teller prova a mettersi in contatto con Maggie, sua figlia, che lavora come infermiera al Memorial Hospital. Nel frattempo un uomo disonesto prova a misurarsi col benestante patrigno di sua figlia e due ribelli ragazze mediorientali iniziano un viaggio in macchina, durante il quale troveranno una donna che sta per partorire.
- Ascolti USA: telespettatori 8 170 000 – share 6%[10]

## La sequenza di Amelia
- Titolo originale: Lost and Found
- Diretto da: Stephen Williams
- Scritto da: Robert Levine

### Trama
- Ascolti USA: telespettatori 7 320 000 – share 6%[11]

## Gioco d'azzardo
- Titolo originale: Noosphere Rising
- Diretto da: Gwyneth Horder Payton
- Scritto da: Tim Kring e Carol Barbee

### Trama
- Ascolti USA: telespettatori 6 430 000 – share 5%[12]

## Zona d'ombra
- Titolo originale: Zone of Exclusion
- Diretto da: Adam Kane
- Scritto da: Chris Levinson

### Trama
- Ascolti USA: telespettatori 6 720 000 – share 6%[13]

## Musica degli astri
- Titolo originale: Music of the Spheres
- Diretto da: Michael Waxman
- Scritto da: Rob Fresco

### Trama
- Ascolti USA: telespettatori 6 840 000 – share 5%[14]

## Merce di contrabbando
- Titolo originale: Tessellations
- Diretto da: Jon Cassar
- Scritto da: Zach Craley

### Trama
- Ascolti USA: telespettatori 6 020 000 – share 5%[15]

## Vortice (1ª parte)
- Titolo originale: Gyre (Part 1)
- Diretto da: Nelson McCormick
- Scritto da: Jonathan I. Kidd e Sonya Winton (soggetto), Carol Barbee e Robert Levine (sceneggiatura)

### Trama
- Ascolti USA: telespettatori 4 580 000 – share 4%[16]

## Vortice (2ª parte)
- Titolo originale: Gyre (Part 2)
- Diretto da: Greg Beeman
- Scritto da: Tim Kring e Rob Fresco

### Trama
- Ascolti USA: telespettatori 4 600 000 – share 4%[16]

## Ritorno al passato
- Titolo originale: The Road Not Taken
- Diretto da: Nelson McCormick
- Scritto da: Melinda Hsu Taylor

### Trama
- Ascolti USA: telespettatori 3 070 000 – share 3%[17]